# Hárs István
Hárs István (Budapest, 1924. szeptember 15. – Budapest, 2014. december 4.) magyar újságíró, a Magyar Rádió elnöke 1974 és 1988 között.

## Élete és munkássága
Alkalmazotti családban született. A négy polgári elvégzése után, majd 1938-tól fémesztergályos szakmát tanult. 1941-től segédként dolgozott, 1943-ban a vasasszakszervezet tagja lett. 1944 tavaszán munkaszolgálatra vitték, novemberben megszökött, majd a főváros felszabadulásig bujkált. 1945-ben belépett a Magyar Kommunista Pártba, 1947-ig az MKP, majd a pártegyesülés után az MDP központjában dolgozott, először agitációs és propaganda vonalon, majd a kétéves pártfőiskola elvégzése után a fegyveres testületeket is felügyelő adminisztratív osztály helyettes vezetője lett. Onnan a Belügyminisztériumba helyezték, ahol 1954 és 1956. november között belügyminiszter-helyettes volt.
1956 novembere után a Fémtömegcikk Ktsz.-nél esztergályosként dolgozott. Belépett a Magyar Szocialista Munkáspártba, és 1957 januárjától a Magyar Rádió agitációs és propaganda főosztályának vezetője lett. 1959 végén nevezték ki a Rádió első elnökhelyettesének. Közben 1958-ban az ELTE Állam- és Jogtudományi Karán jogi diplomát szerzett. 1974-ben nevezték ki a Magyar Rádió elnökének; 1988. júliusban vonult nyugdíjba. Az MSZMP Központi Bizottságának 1975 és 1988. május 22. között volt tagja. 1983-tól a KB mellett működő Agitációs és Propaganda Bizottság, 1985-től a Művelődéspolitikai Bizottság, 1986-tól a Káderpolitikai Bizottság tagja volt. 1970-től a Társadalmi Szemle szerkesztőbizottságának is tagja volt.
A Rádió élén végzett 14 éves munkája során emberi magatartásával, legendás közvetlenségével, szakmai irányító munkájával rendkívüli népszerűséget szerzett munkatársai, beosztottai között. Egykori munkatársai 2009-ben, 85. születésnapjára könyvet adtak ki tiszteletére, amibe 85-en írtak rövid megemlékezést.
Agárdi Péter, a Magyar Rádió Közalapítvány kuratóriumának egykori elnöke a 85. születésnapjára írt Hárs-levelekbe azt írta, hogy az ő elnöksége alatt lett a Magyar Rádió „az ország talán legnagyobb hatású és hiteles tekintélyű kultúraközvetítő közszolgálati” intézménye. Hárs István rádióvezetői életműve is hozzájárult, „hogy a rendszer(vissza)változás békésen menjen végbe, s hogy az átmenet éveiben a Rádió különösen magas színvonalon, bátran teljesített és a legszélesebb társadalmi bizalmat élvezte az ország közintézményei közül”.

## Díjai, elismerései
- Magyar Köztársasági Érdemérem bronz fokozata (1949)[3]
- Munka Érdemérem (1953)[4]
- Vörös Csillag Érdemrend (1955)
- Munka Érdemrend (1963)[5]
- Munka Érdemrend ezüst fokozata (1970)[6]
- Munka Érdemrend arany fokozata (1974)
- Munka Vörös Zászló Érdemrendje (1984, 60. születésnap)
- Magyar Népköztársaság Zászlórendje (1988, nyugállomány)